# Leukopenie
Leukopenie je poměrně vzácné onemocnění. Počet leukocytů v organismu je snížen do kritického bodu. Nejčastěji tímto onemocněním trpí lidé, kteří mají diagnostikovanou nějakou formu rakoviny (jako důsledek dlouhodobé radiační léčby). Může se vyskytovat i u řady infekčních nebo virových onemocnění (AIDS, tuberkulóza, zarděnky, atp.). Může vzniknouti dlouhodobým užíváním některých léků (antihistaminika, některá analgetika, antidepresiva).